# K23/24次列車
K23/24次列車（中国語: K23/24次列车）とは、中華人民共和国の首都北京とモンゴル国の首都ウランバートルを結ぶ、中国鉄路総公司北京鉄路局とモンゴル国鉄が共同運行する優等列車である。モンゴル国内では023/024列車と称される。

## 概要
K23/24次列車はK3/4次列車に続く中国とモンゴルを結ぶ国際列車で、1985年7月2日に運行を開始した。K23/24次列車は途中京包線、集二線及びモンゴル縦貫鉄道を経由し、中国国内では北京市、河北省、山西省、内モンゴル自治区の4省市区を通過して国境を越え、モンゴル国内ではドルノゴビ県、ゴビスンベル県、トゥブ県とウランバートルの4県市を通過する。その運行距離は1,553kmである。
中国が担当する列車は北京鉄路局北京客運段国際列車チームが乗務し、通年にわたって週に1本運行されている。北京発ウランバートル行きK23列車は、土曜日に北京駅を発車し、所要時間は26時間58分で日曜日にウランバートル駅に到着する。ウランバートル発北京行きK24列車は、毎週木曜日にウランバートル駅を発車し、所要時間は28時間25分で金曜日の昼に北京駅に到着する。
この他に、夏期の繁忙期にはモンゴル担当の列車も運行され、K23/24次列車は週2本運行となる。モンゴル担当列車の乗務員はウランバートル鉄道管理局所属で、中国担当列車と所要時間の差はない。モンゴル担当列車の北京発ウランバートル行きK23列車は、月曜日に北京駅を発車し、火曜日にウランバートル駅に到着する。ウランバートル発北京行きK24列車は、毎週土曜日にウランバートル駅を発車し、所要時間は28時間25分で日曜日の昼に北京駅に到着する。

## 歴史

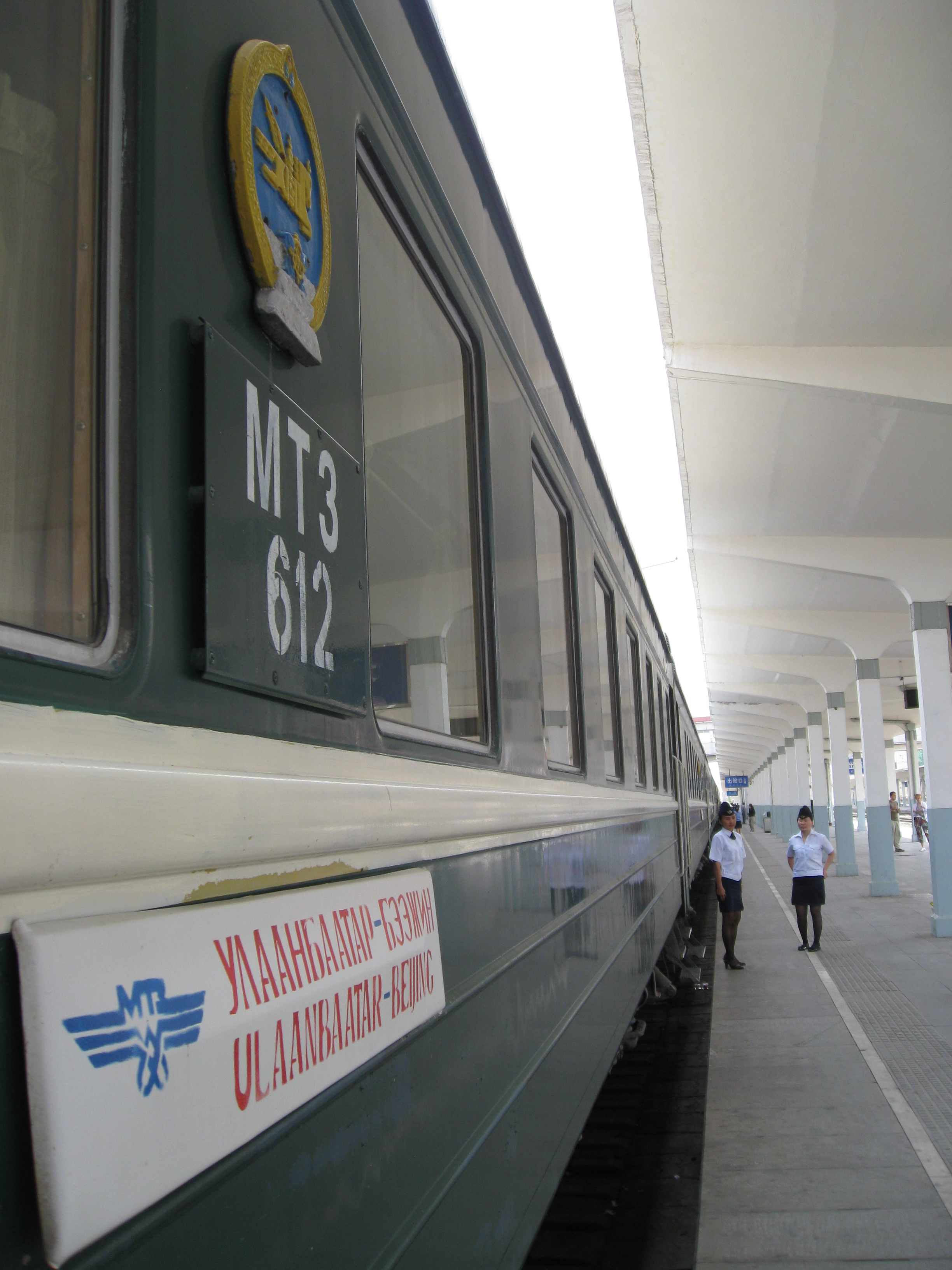
モンゴル客車で運行されるK23/24次列車

1955年12月12日、集二線の改軌工事が完了し、線路の幅が1435mmの標準軌からモンゴル、ソ連と共通の1520mmの広軌となり、中国とモンゴルは鉄道で結ばれた。これは中国、モンゴル、ソ連3国の鉄道連絡運輸協定に基づいて行われた工事で、この時からエレンホト駅での国際連絡運輸が開始された。1956年1月4日、中国、モンゴル、ソ連の3国は北京～ウランバートル間で国際列車の運行を開始することを発表した。列車番号は89/90次とされ、車輛及び乗務員は中国鉄道部が担当し、集寧駅で台車交換が行われることになった。第1列車の出発式は中国国務院副総理李先念、モンゴル、ソ連政府代表団出席のもと、前門駅（現：中国鉄道博物館正陽門館）で行われた。
1962年2月16日、モンゴル人の出稼ぎや親族訪問による需要増を受け、北京～ウランバートル間の直通旅客列車が1往復増発された。増発された列車の列車番号は7/8次で、客車と乗務員は中国鉄道部が担当した。この増発により、中国とモンゴルを直通する列車は週2往復運行となった。1965年10月12日、集二線の軌間が1524mmから1435mmの標準軌に戻された。これは中ソ対立の影響を受けたためで、台車交換駅が中蒙国境駅であるエレンホト駅に変更された。
1974年9月2日、中国、ベトナム、北朝鮮、モンゴルとソ連の5国が、北京で鉄道国際連絡運輸旅客列車時刻表取決め会議（铁路商定国际联运旅客列车时刻表会议）を開催した。この時モンゴル国鉄は週2往復の列車のうち、1往復をモンゴル国鉄が担当することを要求したため、1975年7月15日から89/90次列車がモンゴル国鉄担当となった。1978年10月16日には、89/90次列車の国境駅での停車時間が短縮され、北京～ウランバートル間の運行時間は44時間から37時間になった。
1985年3月25日、中国鉄道部とモンゴル運輸省の代表がウランバートルで国際列車の運行について協議した。協議の結果、繁忙期である夏期は、中国とモンゴルの共同運行である23/24次列車を週2往復運行して89/90次列車を運休とし、閑散期は23/24次列車を運休する代わりに、中国担当の89/90次列車を週1往復運行することとなった。23/24次列車の担当は1年ごとの交代制とされ、1985年は中国が担当し、翌1986年はモンゴルが23/24次列車の運行を担当した。
1994年、23/24次列車は中国担当で通年運行となり、89/90次列車は運休となった。89/90次列車の北京～集寧南間のダイヤは、現在北京～フフホト間で運行されるK89/90次列車のダイヤに転用された。2000年10月21日、中国鉄道部は第三次大提速（ダイヤ改正）を実施し、23/24次列車は快速列車となり、列車番号はK23/K24次に改められた。

## 列車編成

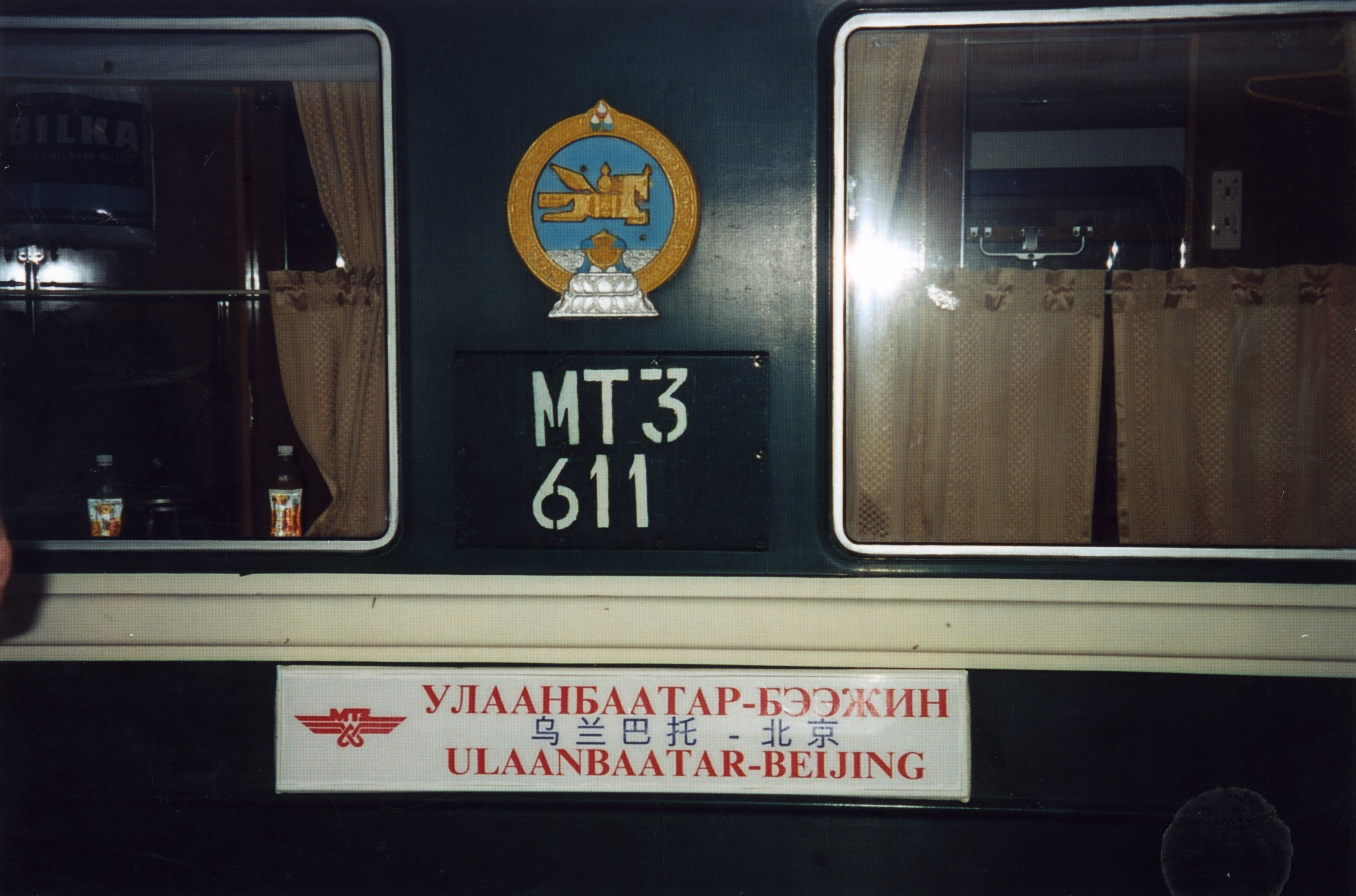
モンゴル客車の行先標

### 牽引機
K23/K24次列車の牽引機は、中国国内では北京鉄路局使用豊台機務段のHXD3型電気機関車が北京駅から集寧南駅まで担当し、北京機務段所属の機関士が乗務する。集寧南駅からエレンホト駅まではフフホト鉄路局集寧機務段の東風4D型ディーゼル機関車が使用され、集寧機務段所属の機関士が乗務する。モンゴル国内は旧ソ連製の2M62M型ディーゼル機関車が使用される。
| 運行区間                 | 北京↔集寧南                            | 集寧南↔エレンホト                      | エレンホト↔ザミンウード             | ザミンウード↔ウランバートル                   |
| 機関車 所属 機関士交代駅 | HXD3C型 北京鉄路局北京機務段 北京/集寧 | 東風4D型 フフホト鉄路局集寧機務段 集寧 | CKD4B型 モンゴル鉄道 モンゴル機関士 | 2M62MM型 2TE116型 モンゴル鉄道 モンゴル機関士 |

### 客車

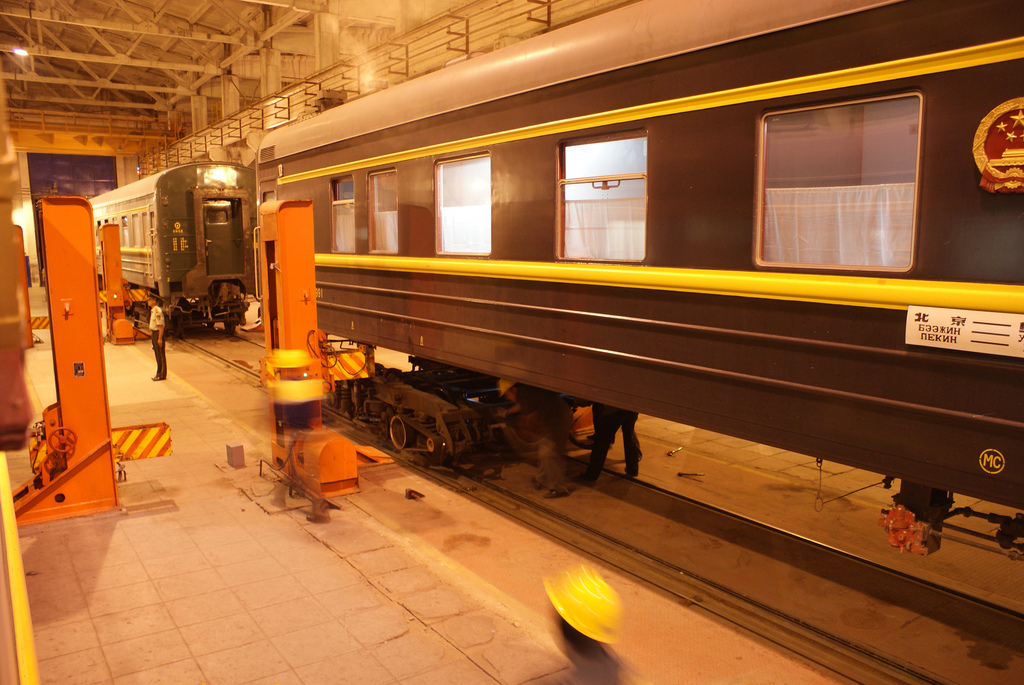
エレンホト駅で台車交換を行うK23/24次列車

中国とモンゴルでは線路の軌間が異なり、中国は1435mmの標準軌、モンゴルは1520mmの広軌である。そのためK23/K24次列車はエレンホト駅での出入国審査の合間に客車の台車を交換する。K23/K24次列車はエレンホト駅で3時間以上停車するが、その間乗客は駅の待合室に移動するか、客車に乗ったまま待機するか選ぶことができる。しかし、モンゴル車輛の場合は全員ホームに下される。台車交換作業は、車輛を1輛ずつ切り離したのちジャッキで車体を持ち上げ、台車を押し出したのち、新しい台車を手作業で車体の下まで運んで車体につなぐという工程である。
中国が担当するK23/K24次列車の客車は青島四方機車車輛製の25G系客車である。北京～エレンホト間は17輛編成で、定員36人の硬臥車（2等寝台車）10輛、定員12人の高級軟臥車（特等寝台車）3輛、定員32人の軟臥車（1等寝台車）、食堂車、荷物車、及び電源車が各1輛から成っている。食堂車は国ごとに増解結が行われ、入国時に連結され、出国時に切り離される。そのため、K23/K24次列車はエレンホトで食堂車、乗務員用休憩車及び硬臥車2輛が切り離され、国境通過後モンゴルのザミンウード駅でモンゴル国鉄の食堂車及び乗務員用休憩車各1輛が連結される。なお、増結車は連結しない日もある。
| 運行区間   | 北京↔ウランバートル | 北京↔ウランバートル | 北京↔ウランバートル        | 北京↔ウランバートル             | 北京↔ウランバートル        | 北京↔ウランバートル        | 北京↔ウランバートル        | 北京↔エレンホト | 北京↔エレンホト      | 北京↔エレンホト            | ザミンウード↔スフバートル | ザミンウード↔スフバートル    |
| 号車番号   | なし                | なし                | 1-3                        | 4-6                             | 7                          | 8                          | 9-11                       | なし            | 0                    | 増1-増2                    | なし                      | 0                            |
| 車輛の種類 | KD25G 電源車        | XL25G 荷物車        | YW25G 硬臥車 （2等寝台車） | RW25G 高級軟臥車 （特等寝台車） | YW25G 硬臥車 （2等寝台車） | RW25G 軟臥車 （1等寝台車） | YW25G 硬臥車 （2等寝台車） | CA25G 食堂車    | YW25G 乗務員用休憩車 | YW25G 硬臥車 （2等寝台車） | MECT 食堂車               | MECT-36 硬臥車 （2等寝台車） |

モンゴルが担当するK23/K24次列車の客車は、唐山軌道客車で25G系客車をベースに製造されたロシア式客車で、車体には「мест」（定員を意味するロシア語）と記してある。ウランバートル～ザミンウード間は17輛編成で、定員36人の硬臥車10輛、定員20人の高級軟臥車3輛、荷物車、乗務員用休憩車、食堂車及び電源車各1輛から成っている。K23/K24次列車はザミンウード駅で食堂車、乗務員用休憩車及び硬臥車2輛が切り離され、国境通過後中国のエレンホト駅で中国国鉄の食堂車及び乗務員用休憩車各1輛が連結される。なお、増結車は連結しない日もある。
| 運行区間   | ウランバートル↔北京          | ウランバートル↔北京               | ウランバートル↔北京          | ウランバートル↔北京 | ウランバートル↔北京 | ウランバートル↔ザミンウード | ウランバートル↔ザミンウード  | エレンホト↔北京           | エレンホト↔北京     | エレンホト↔北京 |
| 号車番号   | 1-4                          | 5-7                               | 8-12                         | なし                | なし                | なし                        | 0                            | 増2-増1                   | 0                   | なし            |
| 車輛の種類 | MECT-36 硬臥車 （2等寝台車） | MECT-20 高級軟臥車 （特等寝台車） | MECT-36 硬臥車 （2等寝台車） | MECT 荷物車         | MECT-02 電源車      | MECT 食堂車                 | MECT-36 硬臥車 （2等寝台車） | YW18 硬臥車 （2等寝台車） | YW18 乗務員用休憩車 | CA18 食堂車     |

## 時刻表
2019年12月30日現在。K23/24次列車はモスクワ行きのK3/4次列車と同じダイヤで運行され、月曜北京発K23次列車と土曜ウランバートル発K24次列車は夏期のみの運行である。なお、北京時間とモンゴル時間との間に時差はない。
| K23次/023 （ウランバートル行き） | K23次/023 （ウランバートル行き） | K23次/023 （ウランバートル行き） | K23次/023 （ウランバートル行き） | 停車駅             | K24次/024 （北京行き） | K24次/024 （北京行き） | K24次/024 （北京行き） | K24次/024 （北京行き） |
| 走行距離                         | 曜日                             | 到着時間                         | 出発時間                         | 停車駅             | 到着時間               | 出発時間               | 曜日                   | 走行距離               |
| -------------------------------- | -------------------------------- | -------------------------------- | -------------------------------- | ------------------ | ---------------------- | ---------------------- | ---------------------- | ---------------------- |
| 0                                | 土曜/月曜                        | —                                | 07:27                            | 北京               | 14:35                  | —                      | 金曜/日曜              | 1426                   |
| 196                              | 土曜/月曜                        | 10:46                            | 10:55                            | 張家口             | 11:01                  | 11:13                  | 金曜/日曜              | 1230                   |
| 374                              | 土曜/月曜                        | 15:27                            | 15:43                            | 集寧南             | 06:37                  | 06:55                  | 金曜/日曜              | 1052                   |
| 548                              | 土曜/月曜                        | 18:03                            | 18:05                            | ズルフ             | 04:07                  | 04:09                  | 金曜/日曜              | 878                    |
| 707                              | 土曜/月曜                        | 20:18                            | 00:59                            | エレンホト（二連） | 21:00                  | 02:00                  | 木曜/土曜              | 719                    |
| 717                              | 日曜/火曜                        | 01:25                            | 02:40                            | ザミンウード       | 18:50                  | 20:35                  | 木曜/土曜              | 709                    |
| 952                              | 日曜/火曜                        | 06:15                            | 06:50                            | サインシャンド     | 14:49                  | 15:20                  | 木曜/土曜              | 474                    |
| 1179                             | 日曜/火曜                        | 10:13                            | 10:30                            | チョイル           | 11:22                  | 11:37                  | 木曜/土曜              | 247                    |
| 1426                             | 日曜/火曜                        | 14:35                            | —                                | ウランバートル     | —                      | 07:30                  | 木曜/土曜              | 0                      |

## 事故
2009年1月3日14時44分、モンゴル車輛のウランバートル行きK23次列車が山西省大同市堡子湾駅附近を走行中、機関車のすぐ後ろの電源車から突然発火した。幸いけが人はいなかったものの、当該列車に遅れが生じた。事故発生後、フフホト鉄路局は応急救援指揮部を立ち上げて対策にあたった。応急救援指揮部はまず乗客の水と食料を確保し、同時に山西省孤山駅に停車中の1483次列車から発電車1輛を切り離し、堡子湾駅まで送った。モンゴル車輛の規格は中国の車輛と同一であったため、電源車連結後K23次列車は運行を継続することができた。その後、応急救援指揮部の人員がK23次列車にエレンホトまで随行し、1月3日19時55分にK23次列車は正常ダイヤに回復した。

## 脚註
1. 1 2 3 4  『2013.07 全国铁路旅客列车时刻表』 p360
2. 1 2 3 4 5 6  阿部、岡田 pp36-39
3. ↑  “快速列车新旧车次对照表<一>（簡体字中国語）”.   搜狐 (2000年11月6日). 2015年11月3日閲覧。
4. ↑  “二连站换轮确保列车通行（簡体字中国語）”.   火车网 (2010年6月2日). 2015年11月3日閲覧。
5. ↑  神秘的国际列车：从北京坐火车 穿越西伯利亚. 汉江传媒网. 2011年8月24日.
6. ↑  “全国铁路大提速 二连进京更方便（簡体字中国語）”.   中国广播网 (2007年7月20日). 2015年11月3日閲覧。
7. ↑  中国鉄道倶楽部 国際列車
8. ↑  UB RAILFAN  車両ガイド客車編 (4)  北京行き国際列車用客車
9. ↑  “Ｋ23次国际旅客列车发电车起火 幸无人员伤亡（簡体字中国語）”.   网易 (2009年1月3日). 2015年11月3日閲覧。